# Neuenhaus
Neuenhaus (pronunciación en alemán: /ˈnɔɪ̯ənˌhaʊ̯s/ⓘ) es un municipio situado en el distrito de Condado de Bentheim, en el estado federado de Baja Sajonia (Alemania), a una altitud de 17 metros. Su población a finales de 2016 era de unos 9900 habitantes y su densidad poblacional, 320 hab/km².
Se encuentra ubicado a poca distancia al este de Países Bajos y al norte del estado de Renania del Norte-Westfalia.